# Uruguayaans olympisch voetbalelftal (mannen)
Het Uruguayaans olympisch voetbalelftal is de voetbalploeg die Uruguay vertegenwoordigt op het mannentoernooi van de Olympische Spelen en de Pan-Amerikaanse Spelen.

## 1924-1928: Uruguayaans elftal
Het Uruguayaans elftal was in 1924 in Parijs het eerste Zuid-Amerikaanse elftal dat deelnam aan de Olympische Spelen. Bij dat debuut werd meteen de gouden medaille gewonnen, en in 1928 in Amsterdam werd de titel geprolongeerd.

## 1960-1988: Uruguayaans olympisch elftal
Pas voor de Olympische Spelen in 1960 zou Uruguay zich opnieuw inschrijven. Inmiddels moest deelname via kwalificatietoernooien worden afgedwongen. Dat lukte in 1976, maar Uruguay trok zich een maand voor het begin van de Olympische Spelen terug.

## Sinds 1992: Uruguayaans elftal onder 23
Sinds de kwalificatie voor de Olympische Spelen 1992 geldt voor mannen dat ze maximaal 23 jaar mogen zijn (met 1 januari van het olympisch jaar als peildatum). Als nummer twee op het Zuid-Amerikaans kampioenschap onder 20 2011 mocht Uruguay in 2012 in Londen na 84 jaar weer aan een olympisch voetbaltoernooi deelnemen, waar het in de eerste ronde werd uitgeschakeld.

## Andere toernooien
Het Uruguayaans olympisch elftal vertegenwoordigt Uruguay ook op de Pan-Amerikaanse Spelen, die in 1983 werden gewonnen.

## Selecties

### Olympische Spelen
| Doel        |                     |  |  |                      |
| 1           | Martín Campaña      |  |  | Cerro Largo          |
| 18          | Leandro Gelpi       |  |  | CA Peñarol           |
| Verdediging |                     |  |  |                      |
| 2           | Ramón Arias         |  |  | Defensor Sporting    |
| 3           | Diego Polenta       |  |  | Genoa                |
| 4           | Sebastián Coates    |  |  | Liverpool            |
| 5           | Emiliano Albín      |  |  | CA Peñarol           |
| 6           | Alexis Rolín        |  |  | Club Nacional        |
| 13          | Matias Aguirregaray |  |  | Montevideo Wanderers |
| Middenveld  |                     |  |  |                      |
| 8           | Maximiliano Calzada |  |  | Club Nacional        |
| 10          | Gastón Ramírez      |  |  | Bologna              |
| 14          | Nicolás Lodeiro     |  |  | Botafogo             |
| 15          | Diego Rodríguez     |  |  | Defensor Sporting    |
| 16          | Tabaré Viudez       |  |  | Kasımpaşa SK         |
| 17          | Egidio Arévalo      |  |  | US Palermo           |
| Aanval      |                     |  |  |                      |
| 7           | Edinson Cavani      |  |  | SSC Napoli           |
| 9           | Luis Suárez         |  |  | Liverpool            |
| 11          | Abel Hernández      |  |  | US Palermo           |
| 12          | Jonathan Urreta     |  |  | SL Benfica           |

### Pan-Amerikaanse Spelen
| Doel        |                         |  |  |                      |
| 1           | Mathías Cubero          |  |  | CA Cerro             |
| 12          | Martín Rodríguez        |  |  | Montevideo Wanderers |
| Verdediging |                         |  |  |                      |
| 2           | Guillermo de los Santos |  |  | CA Cerro             |
| 3           | Gastón Silva            |  |  | Defensor Sporting    |
| 4           | Adrián Gunino           |  |  | CA Peñarol           |
| 6           | Mauricio Prieto         |  |  | CA River Plate       |
| 16          | Mathías Abero           |  |  | Club Nacional        |
| 17          | Gianni Rodríguez        |  |  | Danubio              |
| Middenveld  |                         |  |  |                      |
| 5           | Facundo Píriz           |  |  | Club Nacional        |
| 7           | Leonardo Pais           |  |  | Defensor Sporting    |
| 8           | Gonzalo Papa            |  |  | CA Fenix             |
| 11          | Maxi Rodríguez          |  |  | Montevideo Wanderers |
| 14          | Emiliano Albín          |  |  | CA Peñarol           |
| 15          | Diego Rodríguez         |  |  | Defensor Sporting    |
| Aanval      |                         |  |  |                      |
| 9           | Federico Puppo          |  |  | Danubio              |
| 10          | Tabaré Viudez           |  |  | Club Nacional        |
| 13          | Santiago Silva          |  |  | CA Peñarol           |
| 18          | Matías Britos           |  |  | Defensor Sporting    |

| Doel        |                       |  |  |                         |
| 1           | Guillermo de Amores   |  |  | Liverpool FC            |
| 12          | Gastón Olveira        |  |  | CA River Plate          |
| Verdediging |                       |  |  |                         |
| 2           | Sebastián Gorga       |  |  | Club Nacional           |
| 3           | Federico Ricca        |  |  | Danubio                 |
| 4           | Mauricio Lemos        |  |  | Defensor Sporting       |
| 6           | Fabricio Formiliano   |  |  | Danubio                 |
| 13          | Erick Cabaco          |  |  | Club Atlético Rentistas |
| 15          | Fernando Gorriarán    |  |  | CA River Plate          |
| 17          | Mathías Suárez        |  |  | Defensor Sporting       |
| Middenveld  |                       |  |  |                         |
| 5           | Andrés Schettino      |  |  | CA Fenix                |
| 7           | Facundo Ismael Castro |  |  | Defensor Sporting       |
| 11          | Ignacio González      |  |  | Danubio                 |
| 14          | Gastón Faber          |  |  | Danubio                 |
| Aanval      |                       |  |  |                         |
| 8           | Juan Cruz Mascia      |  |  | Club Nacional           |
| 9           | Junior Arias          |  |  | Liverpool FC            |
| 10          | Michael Santos        |  |  | CA River Plate          |
| 16          | Nicolás Albarracín    |  |  | Montevideo Wanderers    |
| 18          | Brian Lozano          |  |  | Defensor Sporting       |

AUF · A-internationals · Selecties · Bondscoaches · Uruguayaans vrouwenelftal · Olympisch elftal · Uruguay U21 · Uruguay U20 · Uruguay U19 · Uruguay U18 · Uruguay U17
1900 – 1909 ·
1910 – 1919 ·
1920 – 1929 ·
1930 – 1939 ·
1940 – 1949 ·
1950 – 1959 ·
1960 – 1969 ·
1970 – 1979 ·
1980 – 1989 ·
1990 – 1999 ·
2000 – 2009 ·
2010 – 2019 ·
2020 – 2029
WK 1930 · 
WK 1950 · 
WK 1954 · 
WK 1962 · 
WK 1966 · 
WK 1970 ·
WK 1974 · 
WK 1986 · 
WK 1990 · 
WK 2002 · 
WK 2010 · 
WK 2014 · 
WK 2018
OS 1924 · 
OS 1928 ·
OS 2012
1902 · 
1903 · 
1904 · 
1905 · 
1906 · 
1907 · 
1908 · 
1909 ·
1910 · 
1911 · 
1912 · 
1913 · 
1914 · 
1915 · 
1916 · 
1917 · 
1918 · 
1919 ·
1920 · 
1921 · 
1922 · 
1923 · 
1924 · 
1925 · 
1926 · 
1927 · 
1928 · 
1929 ·
1930 · 
1931 · 
1932 · 
1933 · 
1934 · 
1935 · 
1936 · 
1937 · 
1938 · 
1939 ·
1940 · 
1941 · 
1942 · 
1943 · 
1944 · 
1945 · 
1946 · 
1947 · 
1948 · 
1949 ·
1950 · 
1951 · 
1952 · 
1953 · 
1954 · 
1955 · 
1956 · 
1957 · 
1958 · 
1959 ·
1960 · 
1961 · 
1962 · 
1963 · 
1964 · 
1965 · 
1966 · 
1967 · 
1968 · 
1969 ·
1970 · 
1971 · 
1972 · 
1973 · 
1974 · 
1975 · 
1976 · 
1977 · 
1978 · 
1979 ·
1980 · 
1981 · 
1982 · 
1983 · 
1984 · 
1985 · 
1986 · 
1987 · 
1988 · 
1989 ·
1990 ·
1991 · 
1992 · 
1993 · 
1994 · 
1995 · 
1996 · 
1997 · 
1998 · 
1999 · 
2000 · 
2001 · 
2002 · 
2003 · 
2004 · 
2005 · 
2006 · 
2007 · 
2008 · 
2009 · 
2010 · 
2011 · 
2012 · 
2013 · 
2014 · 
2015 · 
2016 ·
2017 ·
2018 ·
2019 ·
2020 ·
2021 ·
2022 ·
2023 ·
2024
Algerije ·
Angola ·
Argentinië ·
Australië ·
België ·
Bolivia ·
Brazilië ·
Bulgarije ·
Canada ·
Chili ·
China ·
Colombia ·
Costa Rica ·
Cuba ·
DDR ·
Denemarken ·
Duitsland ·
Ecuador ·
Egypte ·
Engeland ·
Estland ·
 Finland ·
Frankrijk ·
Georgië ·
Ghana ·
Guatemala ·
Haïti ·
Honduras ·
Hongarije ·
Ierland ·
India ·
Indonesië ·
Irak ·
Iran ·
Israël ·
Italië ·
Ivoorkust ·
Jamaica ·
Japan ·
Joegoslavië ·
Jordanië ·
Libië ·
Luxemburg ·
Maleisië ·
Mexico ·
Marokko ·
Nederland ·
Nicaragua ·
Nieuw-Zeeland ·
Nigeria ·
Noord-Ierland ·
Noorwegen ·
Oekraïne ·
Oezbekistan ·
Oman ·
Oostenrijk ·
Panama ·
Paraguay ·
Peru ·
Polen ·
Portugal ·
Roemenië ·
Rusland ·
Saarland ·
Saoedi-Arabië ·
Schotland ·
Senegal ·
Servië & Montenegro ·
Singapore ·
Slovenië ·
Sovjet-Unie ·
Spanje ·
Tahiti ·
Thailand ·
Trinidad en Tobago · 
Tsjechië ·
Tsjecho-Slowakije ·
Tunesië · 
Turkije ·
Venezuela ·
Verenigde Arabische Emiraten ·
Verenigde Staten ·
Wales ·
Zuid-Afrika ·
Zuid-Korea ·
Zweden ·
Zwitserland
Argentinië (1986) ·
België (1990) ·
Brazilië (1950) · 
Colombia (2014) ·
Costa Rica (2014) ·
Denemarken (1986) ·
Denemarken (2002) ·
Duitsland (2010) ·
Egypte (2018) ·
Engeland (2014) ·
Frankrijk (2002) ·
Frankrijk (2010) ·
Frankrijk (2018) ·
Ghana (2010) ·
Italië (1990) ·
Italië (2014) ·
Mexico (2010) ·
Nederland (1974) ·
Nederland (2010) ·
Portugal (2018) ·
Rusland (2018) ·
Saoedi-Arabië (2018) ·
Schotland (1986) ·
Senegal (2002) ·
Spanje (1990) ·
West-Duitsland (1986) ·
Zuid-Afrika (2010) ·
Zuid-Korea (1990) ·
Zuid-Korea (2010)